# Višji vodnik (Slovenska vojska)
Višji vodnik je podčastniški vojaški čin v uporabi v Slovenski vojski (SV). Višji vodnik je tako nadrejen vodniku in podrejen štabnemu vodniku.
V skladu z Natovim standardom STANAG 2116  spada čin v razred OR-6.
Višji vodnik opravlja dolžnosti v poveljniško operativnem in strokovno - specialističnem stebru. Poveljuje oddelku. Uri in usposablja posameznika, posadke in skupine v oddelku. Razvija in vzdržuje bojno pripravljenost. Izvaja bojne postopke. Odgovoren je za moralno stanje moštva, z vzornim osebnim zgledom vpliva na vojake, vzdržuje disciplino in nadzira izvajanje nalog. Pozna program usposabljanja, pravilnike, normative, ter jih v praksi dosledno upošteva. Dnevno spremlja, preverja in ocenjuje znanje podrejenih.
Tipična dolžnost je poveljnik oddelka, inštruktor ali PČ specialist.

## Oznaka
Oznaka čina je sestavljena iz ene velike, peterokotne ploščice, na kateri se nahaja lipov list, nanjo pa je pritrjena ploščica v obliki črke V.

## Zakonodaja
Višje vodnike imenuje minister za obrambo Republike Slovenije na predlog načelnika Generalštaba Slovenske vojske.
Vojaška oseba lahko napreduje v čin višjega vodnika, »če je razporejen na dolžnost, za katero se zahteva čin višjega vodnika ter je to dolžnost opravljal najmanj eno leto s službeno oceno »odličen« oziroma najmanj tri leta s službeno oceno »dober««.